# Islã e gatos

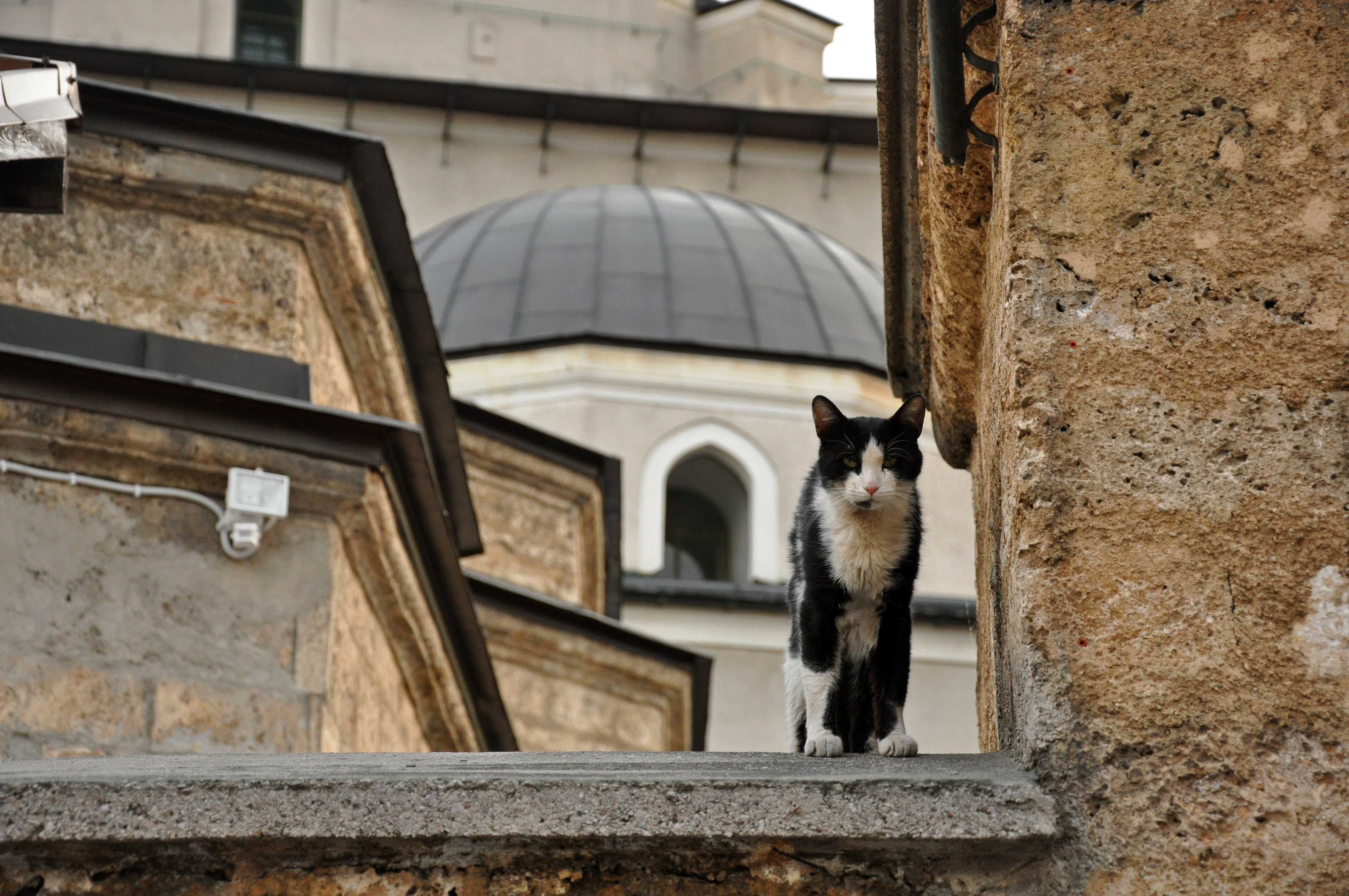
Gato selvagem no pátio da Mesquita Gazi Husrev-beg na cidade de Sarajevo, Bósnia e Herzegovina

O gato é considerado "o animal de estimação em essência" por muitos muçulmanos, e é admirado por sua higiene.
Ao contrário de outro animais, como os cães, a lei islâmica considera os gatos ritualmente puros e diz que os gatos possuem baraca (bênçãos), e permite que os gatos circulem livremente em casas e até mesmo em mesquitas. Acredita-se que os gatos sejam os animais de estimação mais comuns nos países islâmicos.

## História

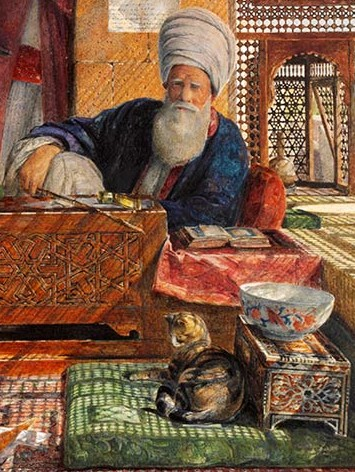
Gato descansando num travesseiro ao lado de um imame no Cairo, de John Frederick Lewis

O poeta e escritor de viagens americano Bayard Taylor (1825-1878) ficou atônito quando ele descobriu um hospital sírio onde os gatos circulavam livremente. A instituição, onde os gatos eram abrigados e alimentados, foi fundada por um waqf, com salário para cuidadores, cuidados veterinários e comida para gatos. Edward William Lane (1801–1876), um orientalista britânico que residia no Cairo, descreveu um jardim de gatos originalmente doado pelo sultão egípcio do século XIII, Baibars.
Wilfred Thesiger, em seu livro The Marsh Arabs, diz que os gatos tinham entrada livre em construções comunitárias em vilas nos Pântanos da Mesopotâmia e eram até mesmo alimentados. Além de proteger armazéns e celeiros de pestes, os gatos eram valorizados pelas culturas árabe-islâmicas por protegerem os livros de ratos que os destruíam. Por isso, os gatos eram frequentemente representados em pinturas ao lado de estudiosos islâmicos e bibliófilos.

## Higiene e castração
Na tradição islâmica, os gatos são admirados pela sua limpeza. São considerados ritualmente limpos e são permitidos de entrar em casas e até mesmo em mesquitas, incluindo a de Masjid al-Haram. A comida consumida pelos gatos é considerada halal, no sentido de que o consumo do alimento não torna proibido aos muçulmanos de comê-la, e a água que os gatos bebem pode ser usada no abdesto (a ablução feita pelos muçulmanos).
Especialistas muçulmanos dividem-se sobre a castração dos animais. A maior parte deles, entretanto, diz que a castração é permitida "se há algum benefício em castrar o gato e se não causar a sua morte". Muhammad ibn al Uthaymeen, um imame wahhabi árabe saudita do século XX, pregou:
 
Se houver muitos gatos e eles forem um incômodo, e se a operação não for prejudicial a eles, então não há problema algum, pois é melhor do que matá-los depois de criados. Mas se os gatos forem gatos comuns e não causarem incômodo, talvez seja melhor deixá-los se reproduzir.

## Muezza
Segundo uma história, Maomé tinha um gato chamado Muezza (ou Muʿizza; em árabe: معزة). Enquanto preparava-se para orar, Maomé descobriu Muezza em seu manto de oração, então ele cortou a manga para não incomodar o gato.
Entretanto, não há nenhuma menção sobre o gato ou da história em nenhum hádice, o que leva a muitos muçulmanos considerarem a história uma inverdade.
Assim Al-Hakeem, um clérigo sunita, comenta uma questão feita sobre Muezza:
 
Mas afirmar que o Profeta tinha um gato e lhe deu o nome de "Mu'izza" e que o profeta fez isso ou aquilo, é um absurdo e sem fundamento.
Sayyed Mohammad Al-Musawi, um clérigo xiita, também comentando sobre uma questão envolvendo Muezza, disse: 

Sobre o nome de um gato na casa do Profeta, a narração é encontrada em livros sunitas, mas não consegui encontrá-la até agora em nossos livros xiitas. Não faz diferença, pois os hádices que temos são autênticos e permitem ter um gato em casa.
Se a história é verdade ou fabricada, é sabido que Maomé criticou abusadores de gatos.

## Links externos
- História dos gatos no Islã